# Hueva
Hueva ist ein Ort und eine Gemeinde (municipio) mit 115 Einwohnern (Stand: 2024) im Südwesten der Provinz Guadalajara in der Autonomen Gemeinschaft Kastilien-La Mancha.

## Lage und Klima
Hueva liegt in einer Höhe von ca. 875 m in der Kulturlandschaft der Alcarria. Die Entfernung zur nordwestlich gelegenen Provinzhauptstadt Guadalajara beträgt etwa 26 Kilometer (Fahrtstrecke). Das Klima ist gemäßigt bis warm; Regen (578 mm/Jahr) fällt übers Jahr verteilt.

## Bevölkerungsentwicklung
| Jahr      | 1970 | 1981 | 1991 | 2001 | 2011 | 2021 |
| Einwohner | 204  | 168  | 148  | 134  | 142  | 107  |

## Sehenswürdigkeiten

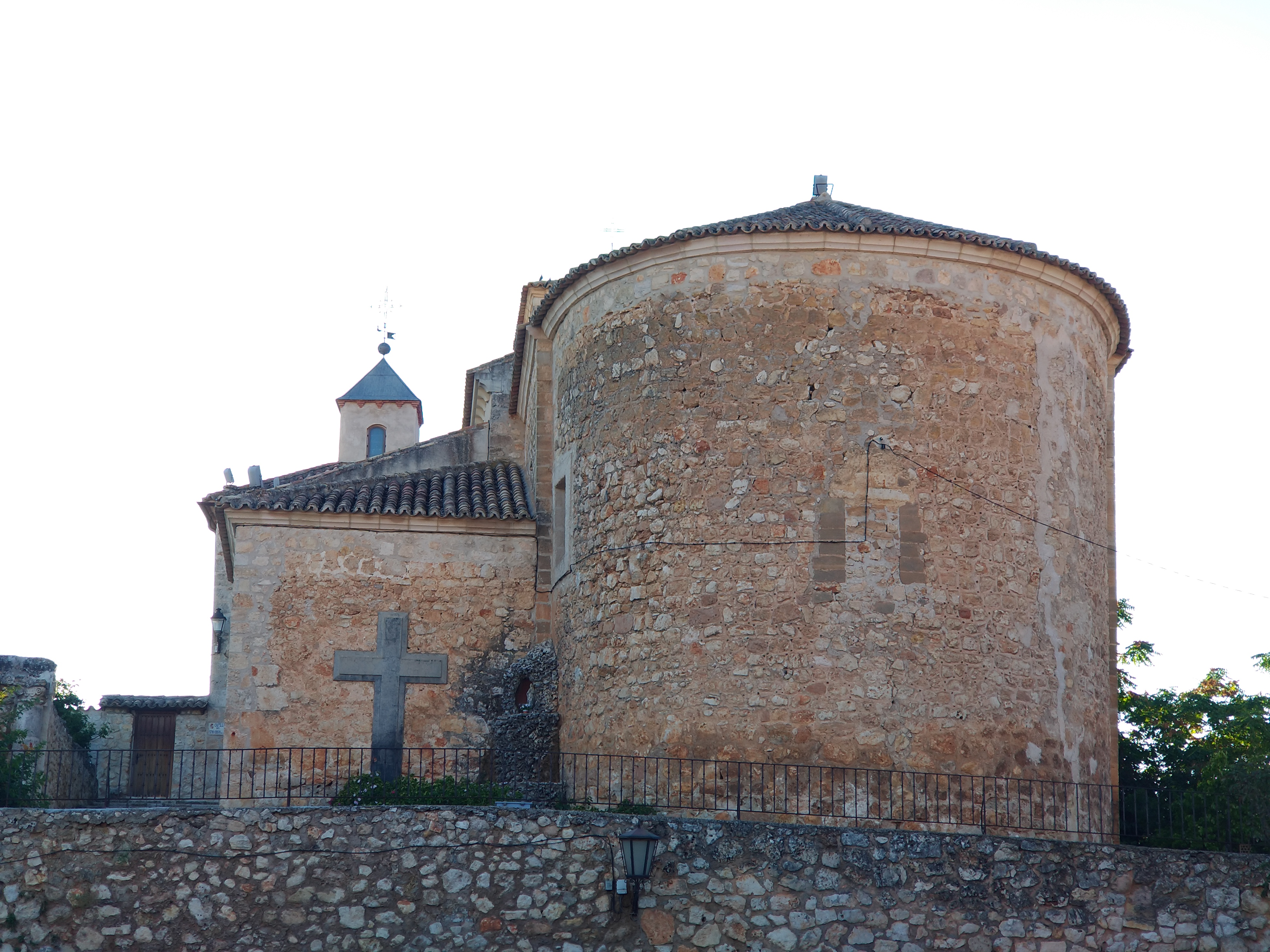
Marienkirche
- Marienkapelle

- Marienkirche

## Persönlichkeiten
- Melchor López (1759–1822), Komponist und Kapellmeister in Santiago de Compostela